# Alba (roman)
' Karolina Kolmanič je priznana prekmurska pedagoginja, ki v skrbi za ohranjanje domačega jezika in že dolga leta piše pripovedno prozo, dramatiko in poezijo. Njen literarni opus je v večji meri namenjen mladim bralcem in poglobljeno odslikava najstniške tegobe, za kar je prejela tudi več priznanj. Literarno dogajanje v Albi pritegne kar tri generacije Končnikovih. Spremljamo njihove vsakdanje tegobe, radostno čustvovanje in drobno veselje ljudi na podeželju.

## Vsebina
Najprej spoznamo Kristino, ki odide na počitnice s prijatelji. Živi sproščeno življenje dokler v času študija ni izvedela da je noseča. Naenkrat se ji vse podre. Kristina kljub zgodnjemu porodu hčerke Albe nadaljuje izobraževanje v tekstilni stroki. Po spletu nepredvidljivih okoliščin najde delo v manjši konfekcijski tovarni v Švici. Medtem pa Alba ostane v Sloveniji, pri dedku in babici. Zgodba se naprej spleta okoli Albe in njenih travm. V prvem delu je to neznanka z Albinim očetom saj nedoločeni odgovori ne morejo potešiti njene radovednosti. V drugem delu se razkrije prava resnica o njenem očetu. Pripoved je obogatena s posrečenimi podobami in prispodobami iz podeželskega sveta na vzhodu Štajerske ter svojevrstnega sveta mladostnikov. Dogajalni čas je čas hude krize tekstilne industrije na Slovenskem.

## Osebe
Kristina (Tina): Prijetno dekle, ki se v svoji mladosti znajde v težkih situacijah in dilemah. Poskuša biti dobra mama in naredi vse kar meni da bo najbolje za Albo.
Alba: Tinina hči, ki je prijetno in radovedno dekle. Na njo vpliva dejstvo da je rasla brez očeta kar jo tudi na nek način zaznamuje in pusti posledice v njenem razvoju.
Mario: Skrivnosten fant, ki ga Tina spozna na počitnicah s prijatelji. Med sabo se zbližata, vendar Mario odide, ko izve da je Tina noseča, saj še ni pripravljen na očetovstvo.
Jaka in Ana: Kristinina starša. Sta zelo skrbna in zaščitniška do svoje edinke in imata za njo začrtano prihodnost. Vse se podre, ko izvesta da je Tina noseča, toda po rojstvu vnukinje se omehčata in sprejmeta svojo hči in vnukinjo.